# Бенехаро II
Бенехаро II — один из вождей (менсеев) гуанчей острова Тенерифе. Бенехаро был первым, кто вступил в бой с испанскими войсками Алонсо Фернандеса де Луго во время вторжения европейцев на Тенерифе. Принадлежал к так называемому «лагерю войны» вместе с другими менсеями, которые сражались с де Луго в первой и второй битвах при Асентехо и в битве при Агуэре. Впоследствии принял условия Лос-Реалехосского мира.

## Биография
Бенехаро II родился в начале второй половины XV века и был сыном менсея Сердето (или Бенехаро I) и внуком Тинерфе Великого. После смерти отца правил менсеятом Анага.
1 мая 1494 года испанская военная экспедиция, во главе с Алонсо Фернандесом де Луго, которая состояла из 30 кораблей, 190 рыцарей и от 1000 до 2000 солдат кастильской пехоты, а также небольшого отряда менсея Тенезора Семидана (имя при крещении: Фернандо Гуанартеме) с Гран-Канарии, высадилась на Тенерифе. Де Луго удалось достигнуть мирных соглашений с Анатерве Гуимаром и менсеями Икода, Дауте, Адеже и Абона, которые образовали так называемый «лагерь мира». Но переговоры с Бенехаро II не привели к согласию. В свою очередь, Бенехаро II начал переговоры с другими лидерами гуанчей об объединении усилий против общего врага. Военный союз против испанцев — «лагерь войны» — состоял из менсеятов Таоро (менсей Бенкомо), Такоронте (менсей Акаумо) и Анага, которым правил сам Бенехаро. Несмотря на существенное превосходство оружия кастильских пехотинцев над оружием гуанчей — палками, камнями и деревянными копьями, — в первой битве при Асентехо (31 мая 1494 года) гуанчи одержали победу над испанцами. Алонсо де Луго, вместе с горсткой уцелевших конкистадоров, поспешно покинул Тенерифе.
Однако через год де Луго вернулся с новыми силами. Гуанчей в этот период постигла эпидемия, вызванная разложением непогребённых тел на поле битвы при Асентехо («летаргией гуанчей» назвал эпидемию один из испанских хронистов, без конкретного указания, что это была за болезнь). Эпидемия унесла жизни лучших военачальников гуанчей, в том числе их главного лидера — Бенкомо, менсея Таоро. Гуанчи потерпели ряд последовательных поражений, что в итоге привело к быстрому завершению ожесточённого сопротивления Бенехаро II и других менсеев.
После поражения во второй битве при Асентехо, вместе с остальными менсеями из «лагеря войны» (Бенутомо из Таоро и Акаумо из Такоронте), Бенехаро II 25 июля 1496 года подписал капитуляцию перед де Луго и принял Лос-Реалехосский мир. По его условиям гуанчи Тенерифе соглашались принять христианство и стать подданными короля Испании. По сведениям историка Хосе де Виеры-и-Клавихо, Бенехаро взял себе христианское имя Педро де лос Сантос, по другим сведениям, — дон Фернандо де Анага.
В сентябре 1496 года менсеяты Адеже, Абона, Дауте и Икод были вынуждены присоединиться к Лос-Реалехосскому договору, в то время как небольшие оставшиеся группы не сложивших оружие гуанчей оставались в горах. На этом испанское завоевание Канарских островов было в основном завершено.
Наиболее известный образ Бенехаро II, увековеченный на Менсейской набережной в городе Канделария, показывает его в характерной одежде из козьих шкур, которую носили гуанчи. Эта бронзовая скульптура установлена рядом со статуями восьми других менсеев Тенерифе, правивших на момент испанского завоевания.

## Семья
Сыновья:
- Диего де Анага;
- Энрике де Анага;
- Хуан де Анага.

Дочери:
- Гуасимара[исп.];
- Гуахара[исп.] (жена менсея Тингуаро[исп.]).